# Lumiconger arafura
Lumiconger arafura is een straalvinnige vissensoort uit de familie van zeepalingen (Congridae). De wetenschappelijke naam van de soort is voor het eerst geldig gepubliceerd in 1984 door Castle & Paxton.